# Les Authieux-sur-le-Port-Saint-Ouen
 Les Authieux-sur-le-Port-Saint-Ouen  es una población y comuna francesa, en la región de Alta Normandía, departamento de Sena Marítimo, en el distrito de Ruan y cantón de Boos.

## Demografía
| 341 | 423 | 509 | 652 | 954 | 1174 |
| Para los censos de 1962 a 1999 la población legal corresponde a la población sin duplicidades (Fuente: INSEE [Consultar]) |     |     |     |     |      |